# Корнелія Політ
Корнелія Політ  (нім. Cornelia Polit, 18 лютого 1963) — німецька плавчиня, олімпійська медалістка.

## Виступи на Олімпіадах
| Олімпіада   | Дисципліна                      | Місце |
| ----------- | ------------------------------- | ----- |
| Москва 1980 | плавання на 200 метрів на спині | 2     |